# Angelique Kerber
Angelique Kerber (født 18. januar 1988 i Bremen) er en kvindelig professionel tennisspiller fra Tyskland. Hun har fra begyndelsen af 2010'erne tilhørt verdenseliten og vundet tre grand slam-turneringer samt ligget nummer 1 på verdensranglisten.

## Resultater
Angelique Kerber vandt i 2012 turneringen i Farum ved i finalen at besejre Caroline Wozniacki. Senere samme år deltog hun i OL i London, hvor hun stillede op i både single, damedouble og mixed double. I single klarede hun sig bedst, da hun nåede kvartfinalen, mens hun i damedouble nåede anden runde sammen med Sabine Lisicki og i mixed double ikke kom videre fra indledende runde sammen med Philipp Petzschner.
Hun opnåede den 12. september 2016 for første gang at ligge nummer 1 på WTA's singlerangliste. Dette opnåede hun blandet andet via sejre i Australian Open og US Open samt en finaleplads i Wimbledon dette år. Samme år deltog hun også i OL 2016, hvor hun stillede op i single og damedouble. Sammen med Andrea Petkovic blev hun besejret i første runde i double, men i single gik det bedre, idet hun efter sejre over spillere fra Colombia, Canada og Australien i kvartfinalen besejrede britiske Johanna Konta og i semifinalen amerikaneren Madison Keys. I finalen mødte hun den useedede Monica Puig fra Puerto Rico, som overraskende vandt over den andenseedede tysker med 6-4, 4-6, 6-1, så Kerber måtte nøjes med sølvmedaljen.
Kerber vandt sin tredje grand slam-titel, da hun sejrede i Wimbledon i 2018 med finalesejr over Serena Williams fra USA med 6-3, 6-3.